# World Film Company
The World Film Company (World Film Corporation) — американская киностудия и прокатная компания создана в 1914 году в городе Форт Ли, штат Нью-Джерси.

## История открытия
Не долговременная, но выдающаяся в истории американского кино, компания The World Film Company была создана финансистом и режиссером Льюисом Селзником в городе Форт Ли, там где в начале 20-го века было основано много первых в Америке киностудий.
World Film служила отделом распространения для трех главных продюсерских компаний: собственная киностудия Льюиса Селзника, так называемая Equitable Pictures, компания Peerless Pictures и компания the Shubert Pictures, созданная промоутером и предпринимателем Уильямом А. Брэйди.
В соответствии с этим соглашением компания The World Film была дистрибьютором некоторых 380 короткометражных и художественных фильмов начиная с 1914 года и до 1921 года. Под руководством Брэйди компания также начала собственное производство, используя для съемок студийное оборудование Peerless Pictures. Компания The Schuberts намеревалась представлять собственный ряд эстрадных постановок и узаконить театры как места развития сюжета в кино. В период между 1912 и 1915 годами все пять самых влиятельных американских киностудий, такие как Famous Players Film Company, Klaw & Erlanger’s "Protective Amusement Company, the Jesse L. Lasky Company, the Triangle Film Corporation и World Film, имели схожие связи с владельцами театральных предприятий, надеясь максимально выгодно для себя использовать сеть театров.
До 1916 года Селзник потерял свои права на владение компанией The World Film. Вместо него на пост президента назначили учредителя из Чикаго Артура Шпигеля. К 1919 году местом создания фильмов оставалось город Форт Ли, пока Льюис Селзник не выкупил компанию, назвав ее собственным именем Lewis J. Selznick Productions, и переместил ее на Западное побережье Соединенных Штатов.

## Кадровый потенциал
Кинокомпания World Film всегда отличалась значительным кадровым потенциалом.
Начало Первой Мировой войны привело к реорганизации активов иностранной киноиндустрии в городе Форт Ли, включая и реорганизацию рабочих. В World Film целый ряд французских режиссёров и кинематографистов создали собственное французскоязычное объединение. В течение примерно трёх лет Морис Турнер, Леонсе Перрет, Джордж Арчейнбод, Эмиль Шотар, Альбер Капеллани и Люсьен Н. Андриот, в том числе, работали вместе над фильмами, такими как версия ленты «Камилла Клодель» 1915 года, а также передавали свой опыт молодому начинающему режиссеру-монтажёру на студии World Film Джозефу фон Штернбергу.

Некоторых других рабочих также переманили к World Film, в том числе актрису Клару Кимболл Янг с «Vitagraph», кинематографиста Сиднея Олкотта с «Kalem Studios», сценаристку Фрэнсис Марион, актрису Элейн Хаммерстайн и звезду эстрадных постановок Лью Филдса.

## Частичная фильмография
- The Wishing Ring (1914)
- The Lure (1914)
- The Boss (1915)
- Camille (1915)
- The Cub (1915)
- Wildfire (1915)
- Evidence 1915)
- The Rise of Susan (1916)